# Business-Activity-Monitoring
Der Begriff Business Activity Monitoring (BAM) bezeichnet die Sammlung von Analysen und Präsentationen über zeitrelevante Geschäftsprozesse in Organisationen.
Das Business-Activity-Monitoring ist nicht zu verwechseln mit dem Business Process Management (BPM).

## Inhalt
Es bietet detaillierte Informationen über den Status und die Ergebnisse von verschiedensten Operationen, Prozessen und Transaktionen, sodass Geschäftsentscheidungen vorbereitet und Probleme schnell adressiert werden können.
Typische Software in diesem Bereich ist beispielsweise in der Lage, sofortige Aussagen über den Zustand von Geschäftsprozessen auf Systemebene zu liefern (Geschäftsprozess überlastet, hohe Antwortzeiten aus Endbenutzersicht, Überschreitung von Service-Level-Agreements) und diese an die zuständigen Instanzen zu melden und dient so als Überwachungswerkzeug für Geschäftsprozesse auf Systemebene.